# Дейност на телефонни центрове за услуги
Дейността на телефонни центрове за услуги е един подотрасъл на административните офис дейности и друго спомагателно обслужване на стопанската дейност в Статистическата класификация на икономическите дейности за Европейската общност.
Секторът обхваща дейността на колцентровете – обработка, автоматично или с персонал, на телефонни обаждания, които могат да бъдат входящи (приемане на поръчки или рекламации, предоставяне на информация, обработка на въпроси на клиенти) или изходящи (активни продажби, маркетингови или други проучвания).